# Abu Mahmud Joyandí
Abu Mahmud Hamid ibn Jidr Joyandí (Juyand, 940-1000) fue un astrónomo y matemático persa que vivió a finales del siglo X. Colaboró en la construcción de un observatorio en la ciudad de Ray (cerca de la actual Teherán), en Irán.
Nació en Juyand (Tayikistán, por entonces parte del emirato samaní y a continuación del qarajaní). En un parque de esa localidad se puede ver un busto de bronce de este científico.
Los pocos datos que se conocen sobre este matemático y astrónomo, proceden de los escritos que aún se conservan sobre su trabajo, así como de las observaciones formuladas por Nasseredín Tusí. De estas observaciones cabe deducir que Joyandí fue uno de los gobernantes de la tribu mongol de la región de Joyand, y por lo tanto, debía proceder de la nobleza.

## Astronomía
En astronomía islámica, Joyandí trabajó bajo el patrocinio de los emires buyíes en el observatorio de Ray (cerca de Teherán). Es conocido por haber construido el primer sextante gigante de mural en el año 994 d. C. Este artilugio estaba destinado a determinar la inclinación del eje de la Tierra (la oblicuidad de la eclíptica).
Determinó que el eje de la Tierra estaba inclinado 23° 32'19" en el año 994 d. C. Señaló que las mediciones llevadas a cabo anteriormente por otros astrónomos poseían valores superiores, por lo que descubrió que la inclinación del eje de la Tierra no es constante. Actualmente sabemos que no sólo no es constante, sino que disminuye. La medición que hizo era, aproximadamente 2' más pequeña de la realidad, lo que pudo ser debido al gran tamaño del objeto.

## Matemáticas
En las matemáticas islámicas, trabajó sobre un caso especial del último teorema de Fermat, para n=3 aunque después se vio que la prueba era incorrecta. También se le atribuye el descubrimiento de la ley de senos, aunque no es seguro si pertenece a este científico, o a otros matemáticos árabes.